# Igor Bilozir
Igor Yosypovych Bilozir (24 de marzo de 1955 - 28 de mayo de 2000) fue un compositor, músico e intérprete ucraniano, galardonado como Artista del Pueblo de Ucrania y líder del conjunto vocal-instrumental"Vatra".

## Biografía
Igor Bilozir nació el 24 de marzo de 1955 en la ciudad de Radéjiv, óblast de Lviv, RSS de Ucrania. Estudió en la Escuela Secundaria Nº 1 de Radéjiv. Sus primeras composiciones musicales fueron interpretadas por el conjunto vocal-instrumental de su escuela. Su primera grabación profesional fue en 1969 en el programa Wandering Meridian de Lviv Radio.

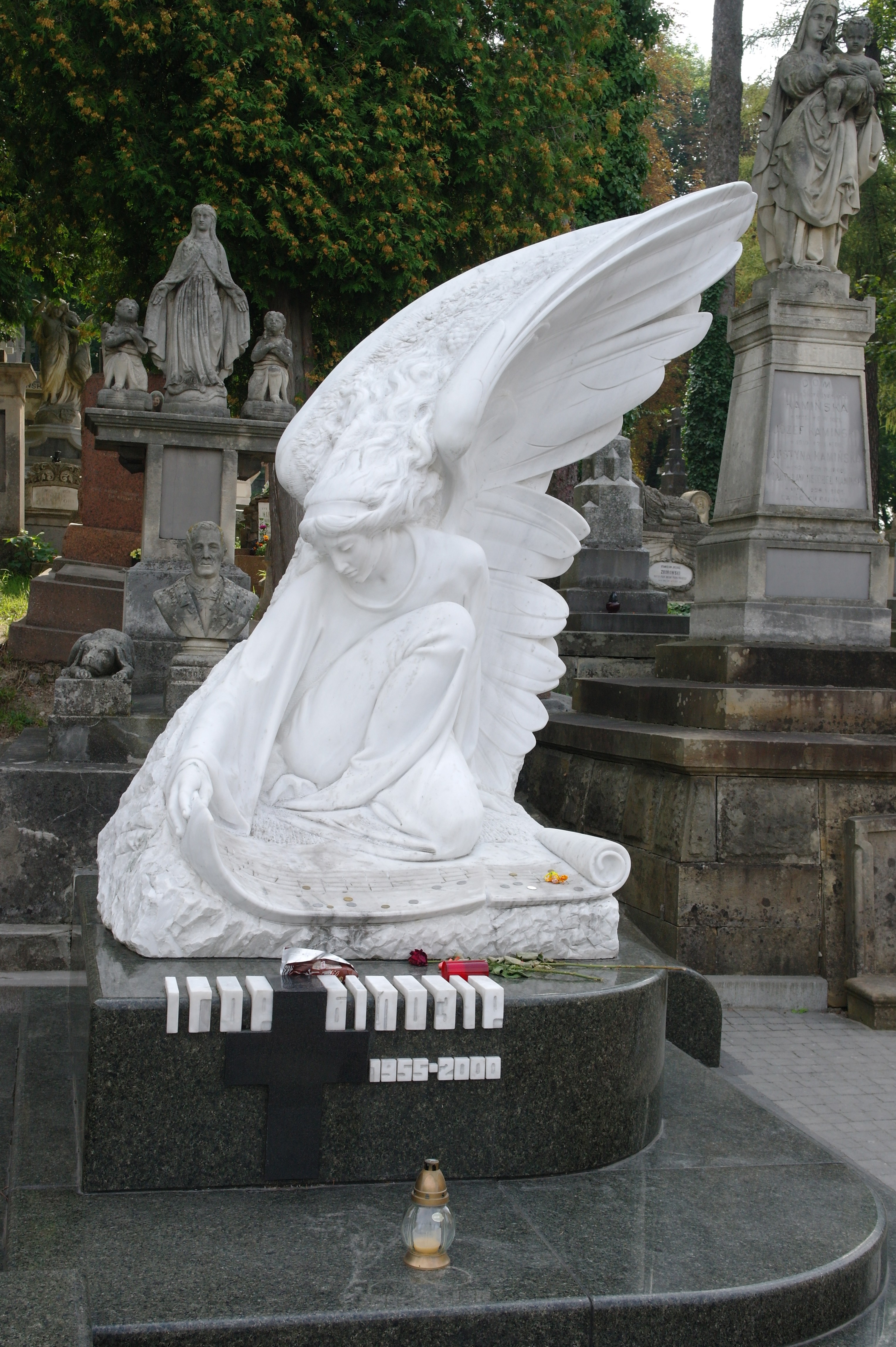
Monumento al compositor Ihgr Bilozir en el cementerio Lychakiv, Lviv (2013)

Más tarde se mudó a Lviv, donde vivió en la calle Fredra, número 4, donde, en la actualidad, hay una placa conmemorativa que cuelga en el edificio y su apartamento fue transformado en un museo dedicado al compositor. Bilozir estudió en la Escuela Superior de Música y Pedagógica de Lviv y en el Conservatorio de Lviv. También se formó en Estados Unidos y Canadá.
Desde 1977 fue el líder del conjunto vocal-instrumental "Ritmos de los Cárpatos" en la Fábrica de Autobuses de Lviv. En 1979 se convirtió en el director artístico y solista del conjunto Vatra de la Filarmónica Regional de Lviv, que, actualmente, aún interpreta muchas de sus canciones. Además, Bilozir escribió canciones para su esposa, la vocalista Oksana Bilozir, e interpretó algunas de sus propias composiciones musicales.
El 8 de mayo de 2000, Bilozir fue atacado en el café "Tsarska Kava" de la avenida Shevchenko en Lviv, el motivo fue que sus canciones fueron consideradas disruptivas por un grupo de clientes del café, entre ellos Dmytro Voronov y Yurii Kalinin, quienes cantaban y escuchaban canciones rusas. Murió a consecuencia de las heridas sufridas, el día 28 de mayo de 2000 en un hospital de urgencias de la ciudad de Lviv. Fue enterrado en el cementerio Lychakiv en Lviv.
El Tribunal de Apelaciones de la región de Lviv condenó a Dmytro Voronov, a 10 años de prisión por el asesinato. Yuri Kalinin, estuvo acusado como cómplice y fue condenado a ocho años de prisión. Además, el tribunal ordenó una investigación en el centro médico donde murió Bilozir.

## Trabajo creativo

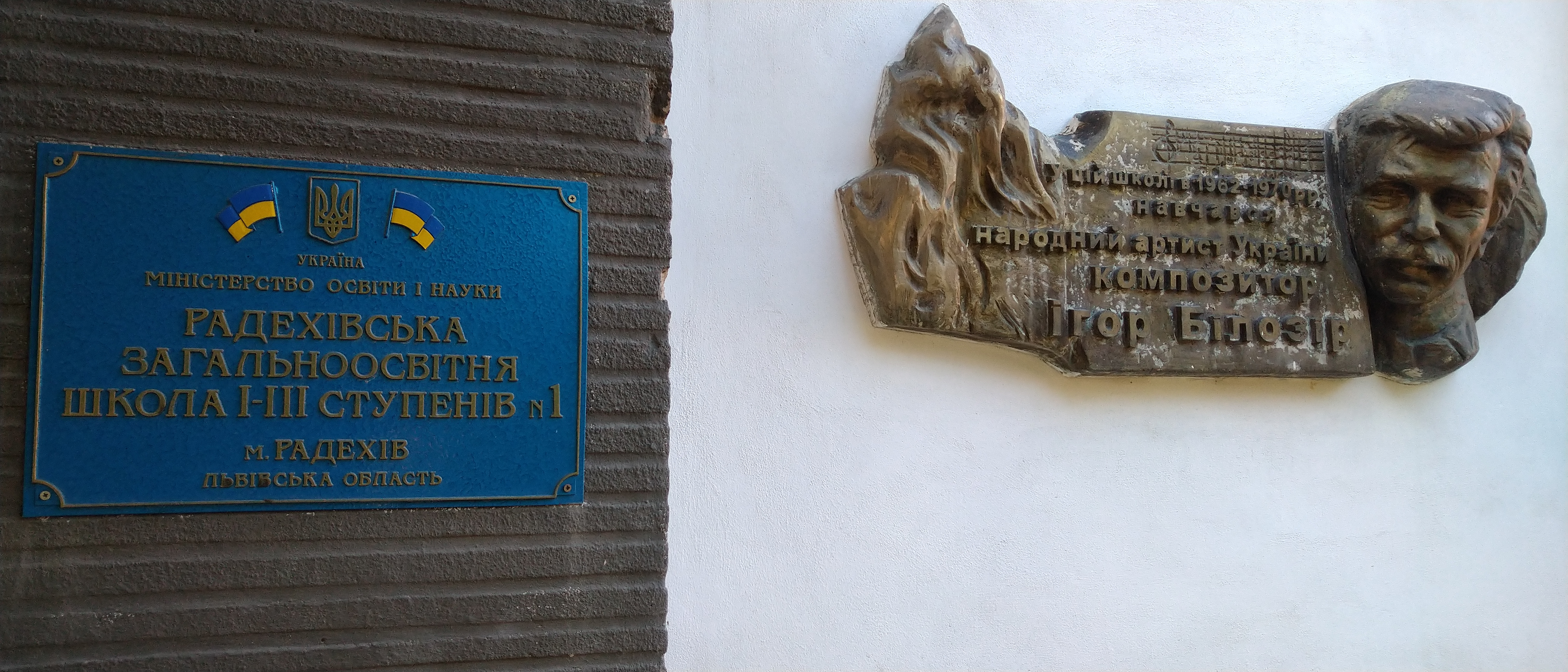
Placa conmemorativa a Ihor Bilozir en Radéjiv

Bilozir también fue un compositor de canciones pop, así como de composiciones instrumentales de cámara, obras orquestales y música para producciones teatrales.
Su trabajo ganó reconocimiento internacional, sobre todo en Estados Unidos, Canadá, Alemania, Polonia y Rusia. En 1996 recibió el título de Artista del Pueblo de Ucrania.